# Archie Duncan (attore)
Archie Duncan (Glasgow, 26 maggio 1914 – Londra, 24 luglio 1979) è stato un attore scozzese.

## Biografia
Figlio di un sergente maggiore dell'esercito e della titolare di un ufficio postale, frequentò la Govan High School, cominciando la sua carriera nel teatro di repertorio e nelle commedie del West End.
Benché sia apparso in oltre 50 ruoli televisivi e cinematografici, è ricordato soprattutto per due: l'Ispettore Lestrade nella serie Sherlock Holmes (1964) e come Little John in Robin Hood con Richard Greene, dal 1955 al 1960.
Duncan fu sostituito brevemente nel ruolo di Little John da Rufus Cruikshank, per circa dieci episodi della serie, dopo che era rimasto ferito quando un cavallo imbizzarrito si era lanciato verso gli spettatori, in prevalenza bambini, che assistevano sul set alle riprese dell'episodio Checkmate, il 20 aprile 1955. Duncan afferrò le briglie, fermando il cavallo, ma il carro che questo stava trainando lo travolse, procurandogli la frattura della rotula e varie contusioni. Ricevette l'Encomio Queen's Commendation for Bravery e ottenne dalla Sapphire films la somma di 1.360 sterline a titolo di risarcimento danni.
Fu famoso anche per aver interpretato lo scavatore che uccideva con la pala "Midge", la lontra protagonista del film Ring of Bright Water (1969).

## Filmografia parziale

### Cinema
- Lord Byron (The Bad Lord Byron), regia di David MacDonald (1949)
- L'inafferrabile Primula Rossa (The Elusive Pimpernel), regia di Michael Powell, Emeric Pressburger (1950)
- La quinta offensiva (Green Grow the Rushes), regia di Derek N. Twist (1951)
- Robin Hood e i compagni della foresta (The Story of Robin Hood and His Merrie Men), regia di Ken Annakin (1952)
- The Brave Don't Cry, regia di Philip Leacock (1952)
- Street Corner, regia di Muriel Box (1953)
- C'era una volta (Twice Upon a Time), regia di Emeric Pressburger (1953)
- Counterspy, regia di Vernon Sewell (1953)
- Rob Roy, il bandito di Scozia (Rob Roy, the Highland Rogue), regia di Harold French (1953)
- Il tiranno di Glen (Trouble in the Glen), regia di Herbert Wilcox (1954)
- Santa Giovanna (Saint Joan), regia di Otto Preminger (1957)
- La tigre (Harry Black), regia di Hugo Fregonese (1958)
- Il grande capitano (John Paul Jones), regia di John Farrow (1959)
- The Boy and the Pirates, regia di Bert I. Gordon (1960)
- Tess of the Storm Country, regia di Paul Guilfoyle (1960)
- What a Whopper, regia di Gilbert Gunn (1961)
- Il postino suona sempre... 10 volte (Postman's Knock), regia di Robert Lynn (1962)
- Mani sulla luna (The Mouse on the Moon), regia di Richard Lester (1963)
- Ginevra e il cavaliere di re Artù (Lancelot and Guinevere), regia di Cornel Wilde (1963)
- L'uomo che viene da lontano (The Man Outside), regia di Samuel Gallu (1967)
- Ring of Bright Water, regia di Jack Couffer (1969)
- Il seme dell'odio (The Wilby Conspiracy), regia di Ralph Nelson (1975)

### Televisione
- Robin Hood (The Adventures of Robin Hood) – serie TV, 106 episodi (1955-1960)
- The Alaskans – serie TV, episodio 1x07 (1959)
- The Protectors – serie TV, episodio 1x05 (1964)